# 静安面包房

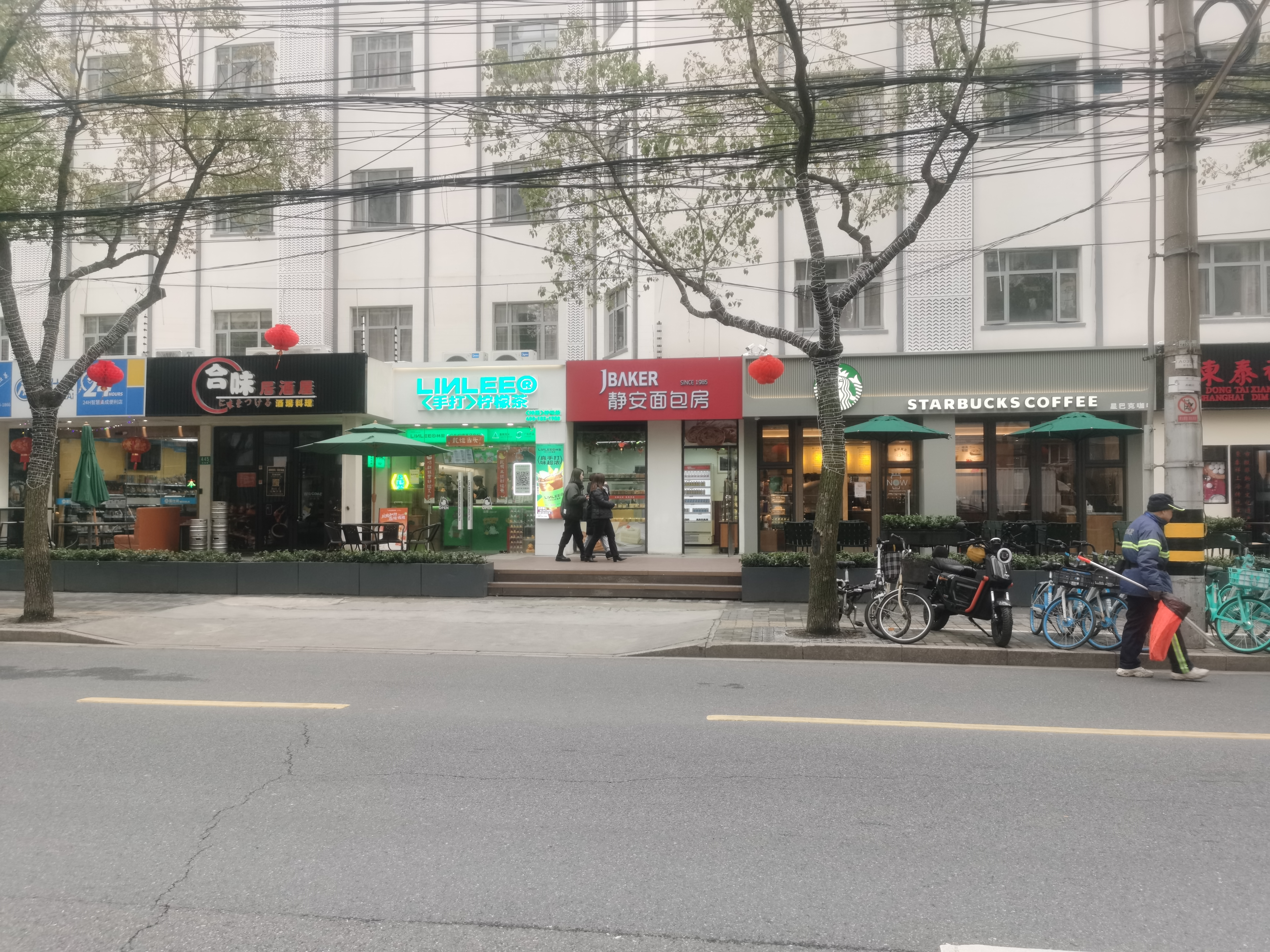
虹口区赤峰路上的静安面包房

静安面包房，隶属于锦江国际集团旗下的香港上市公司锦江酒店集团（02006.HK），于1985年9月由沪港合资而成，是上海第一家中外合资经营的法式西点房，为上海颇有知名度的老字号。

## 历史

### 风靡上海
1980年代，随着改革开放步伐的加快，中国人开始以生日蛋糕逐渐代替传统面食作为生日祈福品，面包房应市场需求从各大酒店中独立出来，直接为市民所服务。1985年9月，由上海静安宾馆、香港三隆行两方共同出资创建了静安面包房，并开始承接上海市人民政府所承办的各类招待宴会的西点面包供应任务，为其面包的品质奠定了基础。创建之初，静安面包房从法国请来面包师傅坐镇，其生产的白脱小球面包、白脱别司忌、法式长短棍、栗子蛋糕、羊角面包、拿破仑蛋糕等招牌西点风靡1980年代至1990年代的上海，经常出现排长龙购买面包的景象。

### 现代化运营
锦江国际集团先后于1996年和2004年收购了香港三隆行与静安宾馆，静安面包房也就此成为锦江国际集团旗下的全资公司。1999年，面包房改制成立上海静安面包房有限公司。
2009年，持有静安面包房30%股权的香港上市公司锦江酒店，以1535万元人民币的价格向其母公司锦江国际集团购买了静安面包房余下的70%股权。锦江酒店也借此进一步开拓食品与餐饮业务，形成了锦江国际集团控股的多元投资的股份制结构，静安面包房也改以现场烘焙模式进行运营。2010年，静安面包房聘请中国乒乓球明星王励勤担任其形象大使。 
2019年11月11日，首届静安面包房烘焙节在静安面包房华山总店开幕。